# La o barieră
La o barieră este un film românesc din 1990 regizat de Radu Igazsag.